# リース・オックスフォード
リース・オックスフォード  (Reece Joel Oxford 1998年12月18日 - )は、イギリスの首都ロンドン出身のサッカー選手。FCアウクスブルクに所属している。ポジションはディフェンダー。

## 来歴
幼い頃にトッテナム・ホットスパーFCのアカデミーに入団したオックスフォードだったが、2011年に同じロンドンに本拠地を置くライバルチームのウェストハム・ユナイテッドFCのユースチームに入団。オックスフォードはユース世代のイングランド代表でも活躍し、チェルシーFC、アーセナルFC、マンチェスター・ユナイテッドFCといった強豪チームからも注目される存在となる。

その後2015年7月のUEFAヨーロッパリーグ2015-16シーズンの予備予選のFCルシタノス戦でプロデビュー。更にプレミアリーグ2015-16シーズン開幕戦となった8月8日のアーセナルFC戦では、2008-09シーズンにジョセ・バクスターが樹立した、リーグ最年少の16歳191日でリーグ戦デビューしたのに次ぐ16歳198日で開幕スタメン出場を果たし、2-0での勝利に貢献。またクラブOBのビリー・ウィリアムスが保持していた16歳221日でのデビューをも更新した。

## クラブ経歴
- ウェストハム・ユナイテッドFC 2015-2019
  -  レディングFC 2017 (loan)
  -  ボルシア・メンヒェングラートバッハ 2017 (loan)
  -  ボルシア・メンヒェングラートバッハ 2018 (loan)
  -  FCアウクスブルク 2019 (loan)
- FCアウクスブルク 2019-